# Königliche Ingenieurakademie (Potsdam)

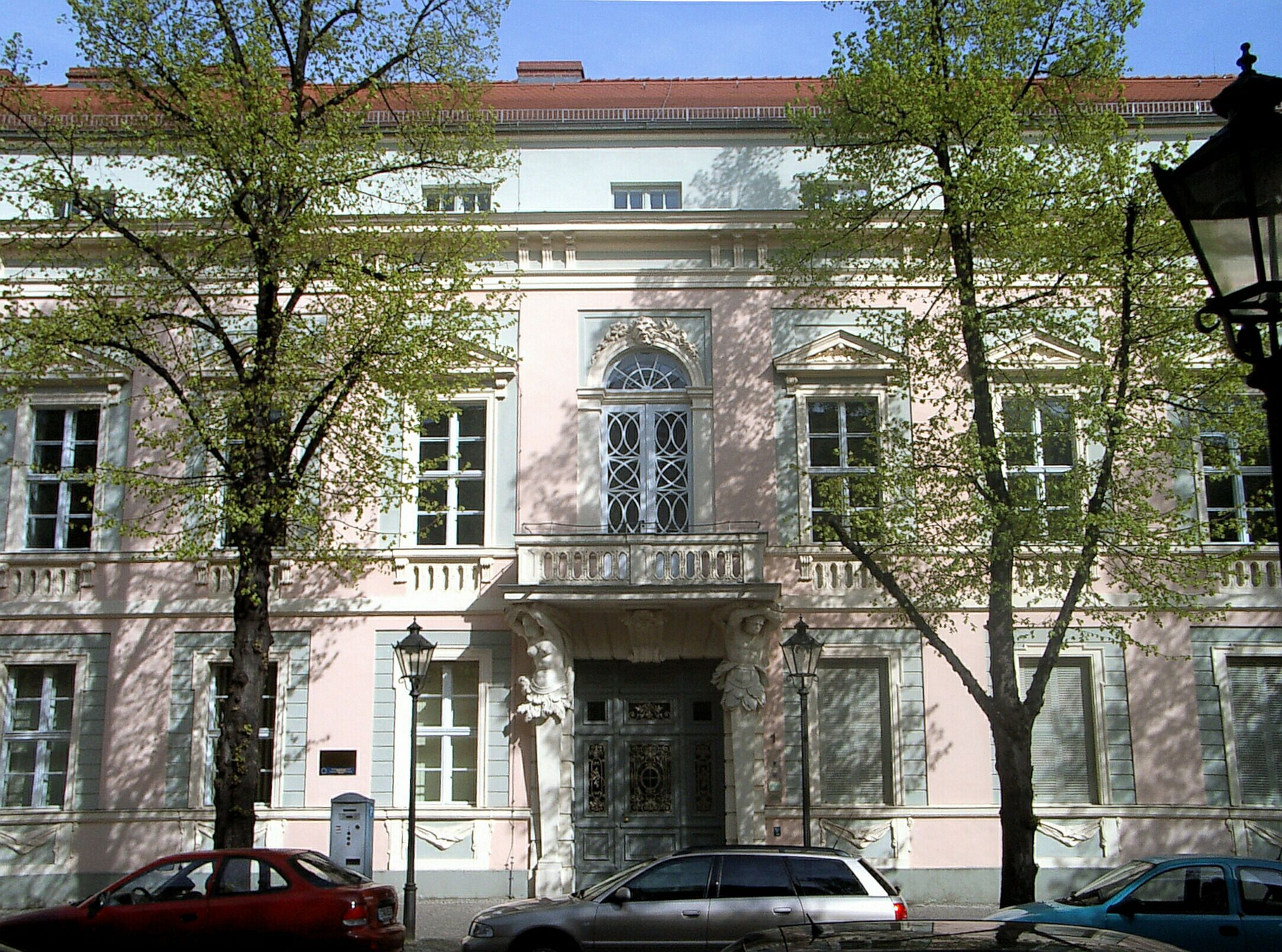
Am Neuen Markt 1 in Potsdam,
1788–1806 Sitz der Königlichen Ingenieurakademie der preußischen Armee

Die Königliche Ingenieurakademie zu Potsdam war von 1788 bis 1806 eine preußische Ausbildungsstätte für militärische Ingenieure.

## Geschichte
Die Akademie wurde 1788 vom preußischen König Friedrich Wilhelm II. etwa zwei Jahre nach dessen Regierungsantritt gegründet, um die angehenden Offiziere des preußischen Ingenieurkorps – sie hießen Eleven – wissenschaftlich-militärisch umfassend zu qualifizieren.
Die Akademie war im später als Kabinetthaus bezeichneten Gebäude Am Neuen Markt 1 untergebracht, das dem späteren König von 1765 bis 1786 als kronprinzliche Residenz gedient hatte.
Erster Direktor war der Artillerieoffizier Heinrich Otto von Scheel.
Im Zuge der politischen und organisatorischen Veränderungen durch die Napoleonischen Kriege wurde die Einrichtung bereits 1806 wieder aufgelöst. Die Königliche Akademie bestand also nur 18 Jahre. In den letzten acht davon war Generalmajor Bonaventura von Rauch ihr Direktor.
Entsprechend den damaligen Regeln für die Zusammensetzung des preußischen Offizierscorps wurden nur Adelige als Studenten aufgenommen.

## Lehrpersonal
Das erste Lehrpersonal war:
- Oberstleutnant Heinrich Otto von Scheel (1745–1808), Direktor
- Major Karl Gustav von Winanko (1729–1790), Vizedirektor, Fortifikation[3]
- Major Joseph von Borghesi  (1733; † nach 1796), eigentlich Bourgeois, aus Sardinien, ZeichnenGeneralmajor Bonaventura von Rauch, Direktor der königlichen Ingenieurakademie in Potsdam von 1796 bis 1806

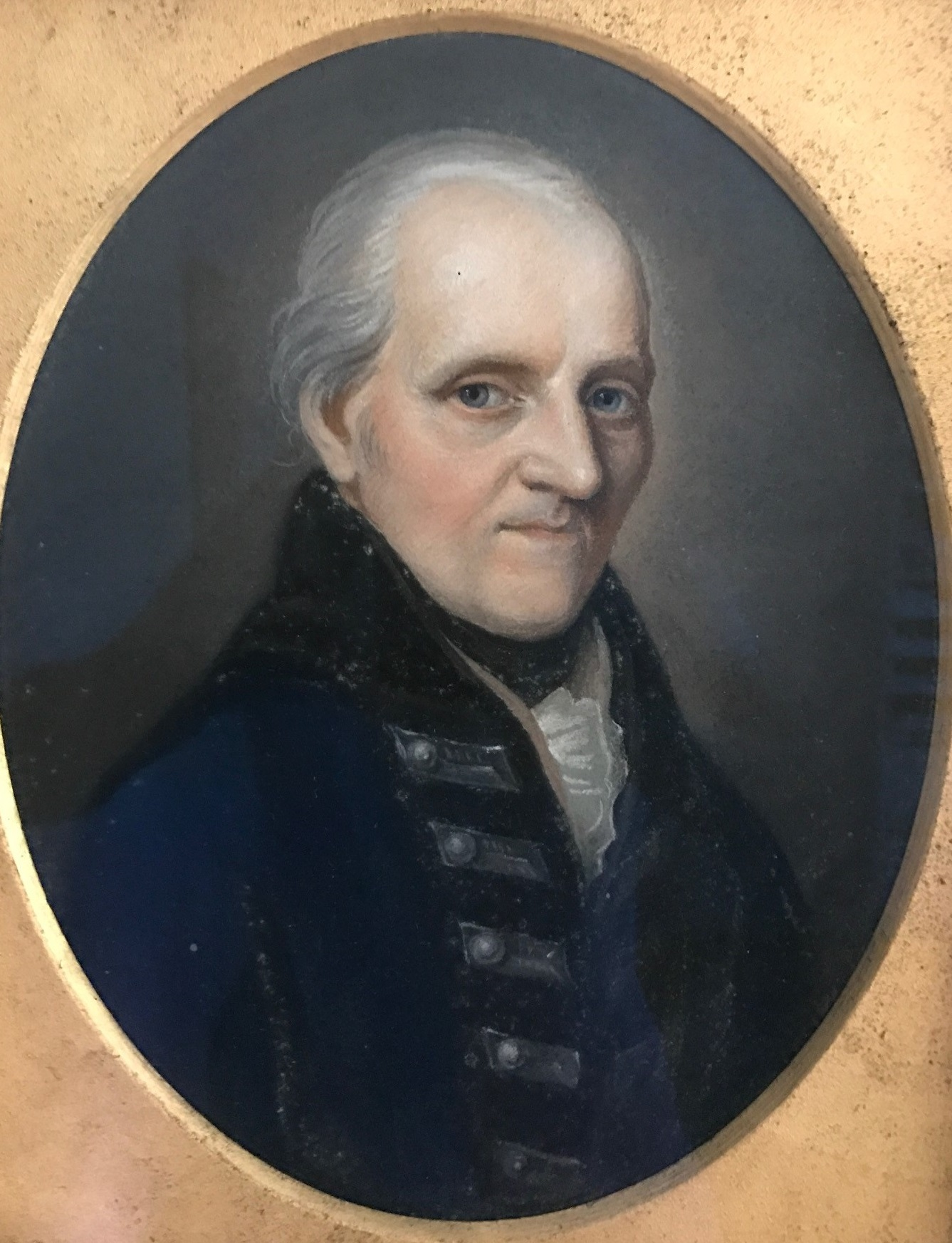
Generalmajor Bonaventura von Rauch, Direktor der königlichen Ingenieurakademie in Potsdam von 1796 bis 1806

- Major Bonaventura von Rauch (1740–1814), Artillerie, Geometrie und Topografie[4] (wohnte mit seiner großen Familie im Akademiegebäude)
- Kapitän Christian Freiherr von Massenbach (1758–1827), Mathematik, Physik, Taktik
- Kapitän Robert Bourdet (1719–1799), Zivil-Wasserbaukunst[5]
- Ingenieur-Kapitän Jean d'Obreuil (ab 1794 von Budbach), Zivil-Wasserbaukunst[6]
- Ingenieur-Leutnant Ludwig Philipp von Engelbrecht (1758–1818), Gehilfe des Direktors[7]
- Professor Charles Dantal (D'Antal) (1759–1799), Deutsch und Französisch (Vorleser von König Friedrich II.)
- Garnison-Bauinspektor Richter, Zeichnen

## Eleven
Zu den Eleven der Potsdamer Ingenieurakademie zählten u. a.:
- Gustav von Rauch (1774–1841), preußischer Kriegsminister, General der Infanterie
- Ernst von Borcke (1774–1838), preußischer Generalmajor, Inspekteur der Ost- und Westpreußischen Festungsinspektion
- Ludwig von Reiche (1775–1855), preußischer General der Infanterie und Inspekteur  der 1. Ingenieur-Inspektion
- Eugen von Chamisso (1782–1802), Bruder des Dichters und Naturforschers Adelbert von Chamisso[8]
- Leopold von Brese-Winiary (1787–1878), preußischer General der Infanterie, Generalinspekteur der preußischen Festungen  und Chef des Ingenieurkorps
- Friedrich Wilhelm von Rauch (1790–1850), preußischer Generalleutnant, Generaladjutant König Friedrich Wilhelms IV. und Militärbevollmächtigter in Sankt Petersburg